# London (Kiribati)
London (Ronton) is de belangrijkste nederzetting op de atol Kiritimati, in het land Kiribati. Het ligt in de centrale Grote Oceaan in de noordelijke Line-eilanden. In 2010 had de nederzetting een inwonertal van 1879 personen.